# Miss São Paulo 2006
Miss São Paulo 2006 foi a 51ª edição do tradicional concurso de beleza feminino de Miss São Paulo. Este ano a disputa elegeu a melhor candidata paulista para a disputa de Miss Brasil 2006, válido para o certame de Miss Universo. A cerimônia foi realizado com a presença de trinta e duas candidatas de diversos municípios do Estado, reunidas em Campinas. O concurso foi televisionado pela Rede Bandeirantes para todo o País e apresentado por Otávio Mesquita e a jornalista Letícia Levy. Contou ainda com as músicas ao vivo de Jorge Vercilo, que embalou o evento vencido pela santista representante de Taubaté, Nicole Bernardes Cardoso.

## Resultados

### Colocações
| Posição                 | Município e Candidata |
| Vencedora               | - Taubaté - Nicole Bernardes |
| 2º. Lugar               | - Piracicaba - Heloísa Orsolini |
| 3º. Lugar               | - Santa Rita do Passa Quatro - Tamiris Leme |
| Finalistas              | - Guarujá - Isabel Zagonel - Hortolândia - Priscila Cruz |
| (TOP 10) Semifinalistas | - Marília - Patrícia Paixão - Ribeirão Pires - Jéssica Enez - São Bernardo do Campo - Janaína Freitas - São Luiz do Paraitinga - Claudiane Almeida - São Paulo - Isabella Nogueira |
| (TOP 15) Semifinalistas | - Campinas - Adriana Ferreira - Indaiatuba - Samantha Pereira - Jundiaí - Érica Doiche - Limeira - Caroline Beccari - Santo André - Carolina Barbosa                               |

### Prêmio Especial
- A miss eleita pelo voto do público integra automaticamente o Top 15:

| Prêmio            | Município e Candidata                     |
| Miss Voto Popular | - São Bernardo do Campo - Janaína Freitas |

## Jurados

### Final
Ajudaram a eleger a vencedora: 
1. Drª. Lígia Kogos, dermatologista;
2. Leão Lobo, jornalista e apresentador;
3. Valéria Péris, Miss São Paulo e Miss Brasil 1994;
4. Solange Frazão, Miss São Paulo e Vice-Miss Brasil 1982;
5. Inês de Castro, colunista de beleza da BandNews FM;
6. Drº. Pedro Albuquerque, cirurgião plástico;

## Candidatas
Disputaram o título este ano: 
| - Americana - Náicily Spagnol - Amparo - Maria Godoy - Araçoiaba - Cíntia Sá - Araras - Janaína Barros - Artur Nogueira - Alanna Korb - Atibaia - Viviane Braga - Barueri - Luiza Granatto - Campinas - Adriana Ferreira - Campos do Jordão - Renata Duarte - Guarujá - Isabel Zagonel - Hortolândia - Priscila Cruz | - Indaiatuba - Samantha Pereira - Jundiaí - Érica Doiche - Limeira - Caroline Beccari - Marília - Patrícia Paixão - Novo Horizonte - Aline Coura - Pacaembu - Mariângela Casoni - Pedreira - Fernanda Gonçalves - Piracicaba - Heloísa Orsolini - Presidente Prudente - Dayane Souza - Ribeirão Pires - Jéssica Enez - Ribeirão Preto - Natália Martini | - Santa Rita do Passa Quatro - Tamiris Leme - Santo André - Carolina Barbosa - São Bernardo do Campo - Janaína Freitas - São Caetano do Sul - Sandra Souza - São José dos Campos - Paola Rocha - São Luiz do Paraitinga - Claudiane Almeida - São Paulo - Isabella Nogueira - Sorocaba - Janaína Silva - Taubaté - Nicole Bernardes - Valinhos - Vânia Casarini |